# علي عبد الله العيسائي
علي بن عبد الله بن قاسم العيسائي اليافعي رجل أعمال سعودي من أصل يمني.

## عن حياته
يعتبر أحد أبرز رجال المال والأعمال في اليمن والسعودية ولقد برز اسمه في عالم المال والأعمال في أربعينيات القرن الماضي، حين كانت عدن تزدهر بالعلم والمال والأعمال وكانت من أهم الموانئ العالمية.

## عائلته
لدى علي 5 أشقاء هم: حسين ومحسن ومحمد وسعيد، وله 9 أبناء هم: بدر (توفي)، عبد الله، خالد، محمد، جمال، عادل، هاشم، عبد العزيز، أمين علي العيسائي. و7 بنات.

## وفاته
توفي علي في يوم 15 سبتمبر 2016 يوم الخميس ولقد دفن في مقبرة المعلاة في مكة المكرمة.

## وصلات خارجية
www.alialesayi.com